# Mutter Krausens Fahrt ins Glück
Mutter Krausens Fahrt ins Glück ist ein deutscher Stummfilm aus dem Jahr 1929 von Regisseur Phil Jutzi. Produziert von der Prometheus Filmproduktionsgesellschaft in den Jofa-Ateliers in Berlin-Johannisthal, zählt er zu den Vertretern des so genannten „Proletarischen Films“.

## Handlung
Mutter Krause lebt in einer kleinen, ärmlichen Wohnung zusammen mit ihren Kindern Paul und Erna. Als Untermieter wohnen dort außerdem ein Ganove (der „Schlafbursche“) und seine Braut Friede, die als Prostituierte arbeitet, zusammen mit ihrem kleinen Kind. Mutter Krause verdient sich etwas Geld nebenbei mit Zeitung austragen. Als Paul ihr 20 Mark aus der Zeitungskasse stiehlt und gemeinsam mit Freunden vertrinkt, droht ihr eine Anzeige, denn sie kann das Geld nicht an ihren Arbeitgeber zurückzahlen. Erna, die den politisch engagierten Arbeiter Max kennengelernt hat, will für sie das Geld durch Prostitution verdienen, schreckt aber im letzten Moment davor zurück.
Paul lässt sich vom Schlafburschen zu einem Einbruch überreden, bei dem die beiden jedoch gefasst werden. Während sich Erna und Max den durch Berlin ziehenden Kommunisten anschließen, öffnet Mutter Krause angesichts ihrer verzweifelten Lage den Gashahn und tötet sich selbst zusammen mit dem schlafenden kleinen Kind der Prostituierten Friede: „Was hast Du armet Wesen auf dieser Welt zu verlieren. Komm, Du fährst mit Mutter Krause ins Jlück.“

## Hintergrund
Der Film basiert auf einer Idee des Zeichners Heinrich Zille, der bekannt für seine sozialkritische Darstellung der damaligen Berliner Unterschicht, des „Milljöh“, ist. Schauplatz ist der Berliner Bezirk Wedding, das damalige Arbeiterviertel. Die Zwischentitel sind im Berliner Dialekt abgefasst, um den Dialogen eine authentische Note zu geben. Bei den Schauspielern handelt es sich vorwiegend um Laiendarsteller. Der in Berlin-Wedding gedrehte Film hatte am 30. Dezember 1929 Premiere. Er gehörte zu den ersten Filmen, die die Nationalsozialisten nach ihrer Machtergreifung verboten. Sämtliche erreichbaren Kopien wurden vernichtet. In Dänemark, wo er im April 1931 verboten wurde, erhielt sich eine allerdings gekürzte Kopie im Archiv der Zensurbehörde. Am 13. Januar 1957 wurde der Film in dieser Fassung im Berliner Kino Babylon erstmals wieder aufgeführt. Auf Grundlage des Drehbuchs entstand im Jahr 2012 eine umfassend rekonstruierte Fassung.
Der Film diente als Vorlage für Fassbinders Mutter Küsters’ Fahrt zum Himmel aus dem Jahr 1975.

## Kritik
„Wie es Zilles Art entsprach, spielt dieser Film im ärmsten proletarischen Milieu, hart an den Rändern des Absturzes in den Sumpf, zeichnet die Hauptpersonen in ihrer kleinbürgerlichen Befangenheit, bald bedenkenlos lustig, bald resignierend, und stellt ihnen in einem organisierten Arbeiter den Ausweg durch den Klassenkampf gegenüber. […] (Fritz Schiff in: Der Klassenkampf, Nr. 3, 1. Februar 1930)“

Die Zensur gab den Film ohne Schnittvorgaben frei. Die Schlusssequenz, in der Erna und Max mit den Kommunisten demonstrieren, wurde allerdings von manchen Kinobesitzern boykottiert, indem sie diese Szene schneller abspulten oder statt mit der Internationale mit dem preußischen Luftflottenmarsch unterlegten.